# Kanton Sin-le-Noble
Kanton Sin-le-Noble is een kanton van het Franse Noorderdepartement. Het kanton is op 22 maart 2015 ontstaan toen de kantons Douai-Nord en Marchiennes werden opgeheven. Van het laatste kanton werden alle gemeenten, met uitzondering van Bouvignies, met de gemeenten Lallaing, Sin-le-Noble en Waziers van het eerste kanton samengevoegd in een nieuw kanton, waarvan Sin-le-Noble de hoofdplaats werd. Het kanton maakt deel uit van het arrondissement Douai.

## Gemeenten
Het kanton Sin-le-Noble omvat de volgende gemeenten:
- Bruille-lez-Marchiennes
- Erre
- Fenain
- Hornaing
- Lallaing
- Marchiennes
- Pecquencourt
- Rieulay
- Sin-le-Noble (hoofdplaats)
- Somain
- Tilloy-lez-Marchiennes
- Vred
- Wandignies-Hamage
- Warlaing
- Waziers